# Steward Pharmasse
Steward Pharmasse, né le 1er août 1977, est un coureur cycliste mauricien.

## Palmarès
- 2003
  -  Champion de Maurice sur route
- 2004
  -  Champion de Maurice sur route
- 2005
  - 2e du championnat de Maurice sur route
- 2006
  - 2e du championnat de Maurice du contre-la-montre
- 2007
  - 4e étape du Tour de Maurice
  - 2e du championnat de Maurice sur route
- 2009
  - 3e du championnat de Maurice sur route
  - 3e du championnat de Maurice du contre-la-montre
- 2010
  - Snowy Cup
  - Grand Prix FMC
- 2011
  - Grand Prix Swan Rotary
  - 2e du championnat de Maurice du contre-la-montre
- 2012
  - Snowy Cup
  - Grand Prix du PSC
  - 3e du championnat de Maurice du contre-la-montre par équipes
- 2013
  -  Champion de Maurice sur route
  - 4e étape du Tour de Maurice
  - MaxiClean Cup
- 2014
  -  Champion de Maurice sur route
  - Circuit du Champ de Mars
  - Grand Prix Omnicane
  - 6e et 7e étapes du Tour de Maurice
  - 3e du championnat de Maurice du contre-la-montre par équipes
- 2015
  -  Champion de Maurice du contre-la-montre par équipes
  - Grand Prix d'Altéo
  - Grand Prix Omnicane
  -  Médaillé d'argent du contre-la-montre par équipes aux Jeux des îles de l'océan Indien
- 2016
  - Circuit du Champ de Mars
  - Grand Prix Swan Rotary
  - 3e du championnat de Maurice du contre-la-montre
- 2017
  -  Champion de Maurice du contre-la-montre par équipes
  - Grand Prix Terra
  - Deutsche Bank Cycle Tour

## Classements mondiaux
| Année                                 | 2014 | 2015 | 2016 | 2017 | 2018 | 2019 | 2020 | 2021  | 2022 | 2023 | 2024  |
| ------------------------------------- | ---- | ---- | ---- | ---- | ---- | ---- | ---- | ----- | ---- | ---- | ----- |
| Classement mondial                    |      |      | nc   | nc   | nc   | nc   | nc   | 2718e | nc   | nc   | 2348e |
| UCI Africa Tour                       | 47e  | nc   | nc   | nc   | nc   | nc   | nc   | 155e  | nc   | nc   | nc    |
|                                       |      |      |      |      |      |      |      |       |      |      |       |
| Légende : nc = non classéSource : UCI |      |      |      |      |      |      |      |       |      |      |       |